# Prostituição na Venezuela
Trabalho sexual na Venezuela é legal e regulamentado. O Ministério da Saúde e Desenvolvimento Social exige que profissionais do sexo portem carteiras de identificação e realizem exames de saúde mensais. A prostituição é comum, principalmente em Caracas e em outros destinos turísticos internos. A indústria de trabalho sexual venezuelana surgiu em conjunto com o setor petrolífero do século XX e permanece até hoje.

## História
O trabalho sexual na Venezuela está intimamente ligado à sua história econômica e à história da produção de petróleo. A Venezuela recebeu um afluxo populacional após a perfuração dos primeiros poços de petróleo significativos no início do século XX. A presença de trabalhadores petrolíferos estrangeiros relativamente bem remunerados expandiu consideravelmente o comércio sexual em cidades portuárias. Em particular, mulheres negras de classe socioeconômica baixa, que não conseguiam empregos como domésticas ou vendendo doces e confeitos como vendedoras ambulantes em áreas urbanas, recorreram à prostituição em busca de renda.
Mulheres e meninas de estados andinos vizinhos, em especial da Colômbia, também foram recrutadas para vir à Venezuela e, às vezes, forçadas a entrar no comércio sexual. A prostituição tornou-se um grande negócio e mulheres do Caribe e até da Europa (notadamente dos Países Baixos, França e Bélgica) vieram à Venezuela em busca de trabalho. Mulheres negras formavam a maioria das profissionais do sexo até a década de 1920, quando francesas assumiram o distrito de prostituição de Silencio em Caracas e as cidades portuárias de La Guaira e Puerto Cabello. Mulheres indígenas guajiras superaram em número as profissionais do sexo negras ou europeias em Maracaibo.
Estabelecimentos frequentados por petrolíferos, como o famoso Pavilhão, funcionavam como combinação de bar, bordel e salão de dança. Profissionais do sexo de áreas rurais também eram transportadas para cidades petrolíferas aos sábados, “onde os trabalhadores se alinhavam no cais para recebê-las pelo nome.” Algumas empresas chegaram a distribuir preservativos, e as autoridades municipais passaram a regulamentar e limitar a atividade. Classificaram-na, aplicaram um imposto municipal sobre o serviço e exigiram exames médicos semanais das profissionais do sexo.
A cidade também começou a exigir que as profissionais portassem carteiras de saúde. Em 1930, um instituto anti-venéreo realizou um censo nas principais cidades do estado, e as prostitutas eram obrigadas a informar onde trabalhavam aos escritórios locais. Profissionais de classe alta tinham acesso a médicos particulares para exames regulares. Desenvolveu-se um mercado de remédios caseiros para doenças venéreas, mas a taxa de DST continuou a subir. Em 1935, o governo instituiu o primeiro domingo de setembro como Dia Nacional de Combate às Doenças Venéreas. Em 1947, estimou-se que 64% dos pacientes hospitalares tinham sífilis e 37% outras doenças venéreas, como cancro mole. Um relatório do Ministério da Saúde mostrou que eram necessárias mais de três milhões de unidades de penicilina a qualquer momento para tratar a sífilis. Empresas petrolíferas começaram a testar e demitir funcionários com sífilis até que os sindicatos intervieram, exigindo tratamento sem demissão. Com o tempo, o senso moral público se ofendeu com os efeitos do crescimento do comércio sexual, e casas noturnas com prostitutas e bordéis foram transferidas do centro para distritos de luz vermelha nos arredores. Muitas terminaram entre grandes acampamentos urbanos da Shell e da Lago, que continuaram a abastecê-las com “inúmeros clientes.”

### Movimentos de direitos das mulheres e prostituição
Em 1935, a Associação Cultural Feminina (Asociación Cultural Femenina ou ACF) foi o primeiro grupo influente de direitos das mulheres na Venezuela a abordar a prostituição. Realizaram palestras públicas sobre trabalho sexual e proteção contra DSTs. Entretanto, outros grupos de mulheres, como movimentos socialistas femininos, pediram o fim da prostituição na década de 1940. Embora a defesa dos direitos das profissionais do sexo tenha continuado ao longo do século, uma organização local chamada AMBAR recebeu atenção internacional ao se opor a buscas ilegais em agências de trabalho sexual pela polícia.

### Prostituição no final do século XX
As taxas de tráfico e prostituição aumentaram novamente após o declínio econômico da Venezuela, devido à queda da receita petrolífera e ao aumento dos pagamentos da dívida externa na década de 1980. A enchente catastrófica de dezembro de 1999 também levou a altos níveis de desemprego, sobretudo entre mulheres, na Venezuela. Algumas recorreram ao trabalho sexual e foram traficadas interna ou internacionalmente.

## Legislação atual
A prostituição é legal na Venezuela. Em março de 2007, a Lei Orgânica sobre o Direito das Mulheres a uma Vida Livre de Violência criminalizou o tráfico e a prostituição forçada, entre outras formas de violência de gênero. O tráfico pode resultar em até 20 anos de prisão por coagir uma vítima a praticar ato sexual contra sua vontade para terceiros. Induzir à prostituição infantil e a “corrupção de menores” é punido com três a dezoito meses de prisão, ou até quatro anos se o menor tiver menos de 12 anos. As penas aumentam para até seis anos em caso de reincidência.
O Ministério da Saúde e Desenvolvimento Social exige que profissionais do sexo em casas noturnas façam exame de saúde mensal gratuito, incluindo exame ginecológico e triagem de sífilis. Testes de HIV são obrigatórios a cada seis meses. Não há triagem para infecções pelos vírus da hepatite B ou C.

### Carteiras de identificação
O artigo 6 da Convención para la Represión de la Trata de Personas y de la Explotación de la Prostitución Ajena de 1949 exige que signatários revoguem qualquer lei, regulamento ou disposição administrativa que obrigue o registro ou a posse de carteiras especiais por profissionais do sexo. A Venezuela, signatária da convenção, viola o artigo 6 ao exigir carteiras emitidas pelo Ministério da Saúde que comprovem estar livre de DST e HIV/AIDS. Essa prática é comum em países da América Latina e do Caribe. Em batidas em casas noturnas, policiais e agentes do Ministério da Saúde prendem ou exigem dinheiro e/ou favores sexuais de quem não portar as carteiras. Para obtê-las, é preciso um documento nacional de identidade, o que impede imigrantes sem documentação de conseguir o cartão legalmente. Muitas recorrem a agentes privados ou “gestores” para obter o documento.

## Demografia
Não há estudos em larga escala sobre profissionais do sexo na Venezuela. Um estudo com 212 participantes, realizado em 2003 em um centro de saúde próximo a Caracas, mostrou que 91% eram venezuelanas, e o restante vinha da Colômbia, República Dominicana e Equador. A idade média era 29,6 anos, com média de 2,12 filhos; 55,7% tinham um ou dois filhos, e 53% abandonaram o ensino médio.
Mais de 80% iniciaram a vida sexual antes dos 19 anos; 44,1% relataram aborto prévio. Quanto ao uso de preservativos, 41,7% afirmaram usar sempre, 20,7% ocasionalmente e 36,5% nunca.

## Profissionais trans
A comunidade acadêmica tem dedicado atenção aos profissionais de sexo trans na Venezuela, chamados travesti. Travesti são pessoas designadas do sexo masculino ao nascer, mas que vivem diáriamente como mulheres. Alguns consideram o termo pejorativo, mas ele também é usado por travesti para autodefinição.
Estudos relataram relação problemática entre a Polícia Metropolitana de Caracas (PM) e transformistas. Transformistas enfrentam impunidade policial e cultura de silêncio. Quando perguntada o que faria se um policial a agredisse, uma transformista respondeu “A PM?! Ay no. Porque depois quando te veem na rua, imagina.”(p148) Travesti enfrentam um sistema penal em que denúncias não mudam o comportamento policial, servindo apenas como marcador de possíveis agressões futuras. Contudo, o número de organizações LGBT na Venezuela cresceu na última década, incluindo entidades que defendem especificamente travesti e profissionais de sexo trans.
Marianela Tovar, ativista LGBT em Caracas pela organização Contranatura, explica que travesti sofrem violência de policiais e clientes, mas ainda se veem forçadas ao trabalho sexual porque “é a única forma de viver sua identidade de gênero verdadeira.” (p102) Em outras profissões comuns para mulheres na Venezuela, como enfermagem, mulheres trans não poderiam atuar segundo sua identidade de gênero escolhida.

### Migração de transformistas
Outra tendência é a migração de travesti venezuelanas para a Europa em busca de trabalho sexual. A primeira geração chegou à Itália na década de 1970. Atualmente, viajam também para Espanha, França, Alemanha e Suíça. Na Europa, travesti podem “aprimorar o processo de transformação de seus corpos masculinos em feminilidade perfeita.” O mercado de sexo trans europeu é lucrativo, permitindo-lhes financiar cirurgias plásticas, extensões capilares caras, maquiagem, roupas de grife e acessórios.

## Tráfico sexual
A Venezuela é país de origem e destino de mulheres e crianças submetidas ao tráfico sexual. Com a deterioração econômica, a migração em massa de venezuelanos a países vizinhos aumentou. No período de relatório, vítimas vindas da Venezuela foram identificadas em Aruba, Colômbia, Costa Rica, Curaçao, República Dominicana, Equador, Grécia, Portugal, Guiana, México, Panamá, Peru, Espanha, Suriname e Trinidad e Tobago. Mulheres e meninas venezuelanas, inclusive atraídas de regiões interiores pobres, são submetidas ao tráfico sexual e ao turismo sexual infantil internamente. Autoridades venezuelanas e organizações internacionais também relataram vítimas de países sul-americanos, caribenhos, asiáticos e africanos na Venezuela. Houve aumento de tráfico sexual no setor de mineração informal.
O Office to Monitor and Combat Trafficking in Persons do Departamento de Estado dos Estados Unidos classifica a Venezuela como país de “Tier 3”.